# Livet, det forbandede
Livet, det forbandede er en roman fra 2014 skrevet af journalist Ken B. Rasmussen og udgivet på forlaget Bogkompagniet. Romanen er efter sit indhold fiktion, men opnåede allerede inden udgivelsen betydelig medieomtale, idet bogens indhold og handling er baseret på dagligdagen på et sladderblad, "Set og Hørt", der minder om virkelighedens Se og Hør, der udgives af Aller Press. Romanens forfatter Ken B. Rasmussen er tidligere journalist på Se og Hør. 
Romanen indeholder beskrivelser om, at der på "Set og Hørt" har været anvendt en "tys-tys-kilde", der har leveret oplysninger om kongehusets og diverse andre kendissers kreditkort-transaktioner, hvilket satte bladet i stand til at følge disses gøren og laden. Romanen fremstår i vidt omfang som en nøgleroman.

## Politianmeldelse af Se og Hør
Da dagbladet BT i en række artikler hævdede, at brug af kreditkort-transaktioner også har været benyttet af virkelighedens Se og Hør, fandt der en væsentlig omtale sted dels af romanen, dels af Se og Hørs journalistiske principper og eventuelle mangel på samme, samt nuværende og tidligere chefradaktørers eventuelle viden af og accept af den hævdede praksis med køb af kreditkortoplysninger. Oplysningerne hævdes at være købt fra en medarbejder hos PBS og senere IBM, der stod for drift af IT-systemerne. 
Romanen har udløst politianmeldelser, og Københavns Vestegns Politi har bekræftet at være gået ind i virkelighedens sag.
Sagen trækker paralleller til den britiske News of the World-aflytningsskandale, hvor avisen hackede sig ind i en række personers telefonsvarere. Den negative medieomtale medførte i sidste ende avisens lukning.

## Eksterne links
- Omtale af romanen på b.dk
- Ny Se og Hør-ansat bekræfter: Ja, vi havde tys-tys-kilde, bt.dk, 20-04-14

| Bog | Spire Denne artikel om bøger og tidsskrifter er en spire som bør udbygges. Du er velkommen til at hjælpe Wikipedia ved at udvide den. |